# Sur (Diyarbakır)
Sur és un districte de la ciutat i Província de Diyarbakır, Turquia. Encara que és la part més antiga de la ciutat de Diyarbakır, com unitat administrativa fou establert amb la llei No 5747 de 2008. La població és de 121.750 persones. Les muralles de Diyarbakır, presents a la llista del Patrimoni de la Humanitat, es troben en aquesta ciutat. Des dels inicis del 2017 Sur va tenir, per primera vegada en la seva història, una Directora de Seguretat (Cap de Policia) dona.